# Pagny-sur-Moselle
Pagny-sur-Moselle is een gemeente in het Franse departement Meurthe-et-Moselle in de regio Grand Est en maakt deel uit van het arrondissement Nancy. De gemeente telde 3.953 inwoners op 1 januari 2022.

## Geschiedenis
De gemeente maakte tot 2015 deel uit van het kanton Dieulouard. Toen het kanton werd opgeheven op 22 maart 2015 werd Pagny-sur-Moselle opgenomen in het kanton Pont-à-Mousson.

## Geografie
De oppervlakte van Pagny-sur-Moselle bedraagt 11,2 vierkante kilometer; Op 1 januari 2022 was de bevolkingsdichtheid 352,9 inwoners per km².

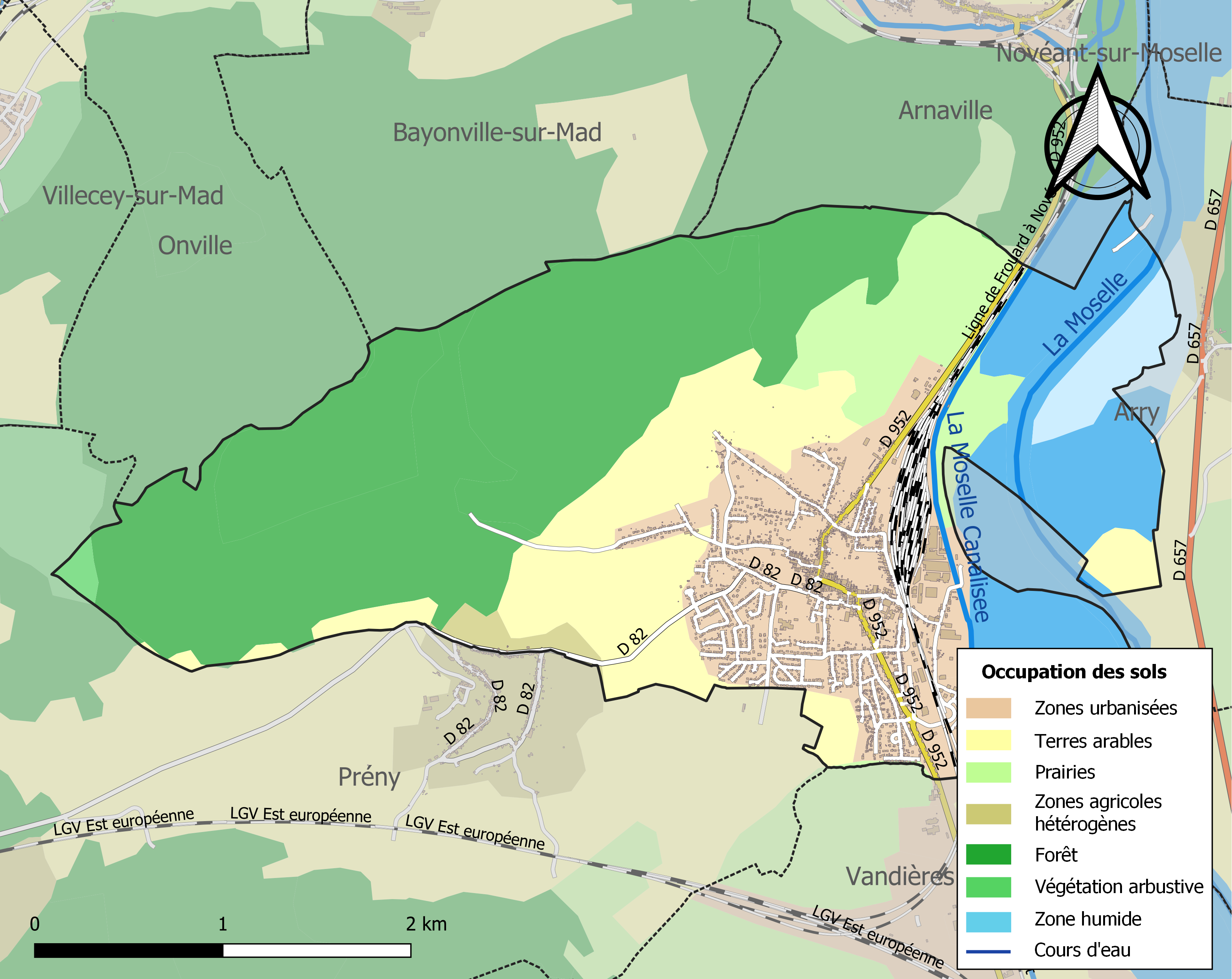
Kaart van de gemeente met de belangrijkste infrastructuur, bodemgebruik en omliggende gemeenten

## Demografie
Onderstaande figuur toont het verloop van het inwonertal.

## Geboren in Pagny-sur-Moselle
- Jean Herman (1933-2015), schrijver, filmregisseur en scenarist, pseudoniem van de schrijver Jean Vautrin

Arnaville · Atton · Bayonville-sur-Mad · Blénod-lès-Pont-à-Mousson · Bouxières-sous-Froidmont · Champey-sur-Moselle · Fey-en-Haye · Jezainville · Lesménils · Loisy · Maidières · Montauville · Mousson · Norroy-lès-Pont-à-Mousson · Onville · Pagny-sur-Moselle · Pont-à-Mousson · Prény · Vandelainville · Vandières · Villecey-sur-Mad · Villers-sous-Prény · Vittonville · Waville